# Città Sant'Angelo
Città Sant'Angelo és un municipi de 15.054 habitants de la província de Pescara (Itàlia). Està agermanat amb Nicolosi, un municipi a prop de l'Etna a la província de Catania (Itàlia). Arran d'aquest agermanament ha esdevingut la festa "De l'Etna al Gran Sasso", que té lloc durant una setmana de l'estiu on és possible veure els costums i productes típics dels dos municipis agermanats.

## Geografia
Città Sant'Angelo es troba en un turó 322 metres sobre el nivell del mar i a deu quilòmetres de Pescara. El territori angolano és un dels més poblats d'entre els municipis de Pescara. Això té una connotació morfològica, ja que el municipi del turó acaba en una franja banyada per les aigües del mar Adriàtic, el qual divideix els municipis de Silvi i de Montesilvano, que es troben a una distància de menys d'un quilòmetre.

## Clima
El clima del territori de Città Sant'Angelo és típicament sublitoral marítim, amb unes diferències marcades entre la zona litoral i la zona del turó. Generalment els estius són calorosos i secs (mitjana màxima juliol 28 °C, mitjana mínima juliol 18 °C – zona del turó) però ventilats i agradables gràcies a la proximitat de l'Adriàtic.
Els hiverns (mitjana màxima gener 10 °C, mitjana mínima gener 5 °C – zona del turó), es mantenen essencialment tranquils si la temperatura a la zona alta és generalment occidental, gràcies als aires calents i secs dels Apenins; amb aquestes característiques no és inusual que la temperatura superi sovint els 20 °C, inclús al gener.
Quan la circulació dels vents prové del quadrant nord – oriental, la forta exposició fa que hi hagi períodes de fred notable però inusuals per la latitud de tot el territori, amb significatives precipitacions de neu que són força interessants, principalment a la zona del turó (neva cada 3-4 anys).
Les precipitacions solen concentrar-se a la tardor, però el nivell mitjà és molt baix en respecte a la mitjana nacional; gràcies a la protecció del Gran Sasso a la part occidental molt sovint les clàssiques pertorbacions atlàntiques no arriben al municipi.
El nivell mitjà d'humitat és elevat a la zona de la costa gràcies a la presència de l'àrea del riu Saline.

## Orígens
Els orígens de Città Sant'Angelo són incerts i han sigut sempre motiu de discussió entre els historiadors, siguin de la ciutat o de fora.
Històricament és cert que el 1239, per ordre de Boemondo Pissono (justicier de Frederic II del Sacre Imperi Romanogermànic), es va destruir el centre religiós que donava alguns indicis dels orígens de la ciutat.
El desenvolupament urbà es pot dividir en diferents moments:
- La reconstrucció: iniciada després del 1240, va reconstruir el nucli semicircular respecte a la fortalesa, delimitat actualment per la Strada Castello, Strada Minerva, Via del Gheto i la Via del Grottone.

- Ordes monàstics de la primera meitat del segle XIV: va interessar ampliar les esglésies existents i la creació de nous monestirs.

- La reconstrucció pròpia: construcció de palaus per la burgesia agrària el segle xvii. Per aquest motiu no les construccions que es fan ara no guarden cap relació amb la tipologia urbana antiga.

## Esport
L'equip de futbol local, el Renato Curi Angolana, és important i famós pels seus èxits als sectors juvenils; però l'esport rei és l'handbol, que es va fer famós gràcies a la seva introducció a les escoles elementals i mitjanes els anys 70 del mestre Tonino Castagna, el qual va animar els joves dels equips per a poder participar en diverses festes i torneigs que els últims anys 90 va jugar a la categoria A1 (la plantilla estava quasi íntegrament formada per jugadors locals), però no van aconseguir mantenir-se a la categoria més d'una temporada. Actualment l'equip Pallamano Città Sant'Angelo, milita la categoria A2 i a la categoria juvenil és la més competitiva i condecorada de la regió. Durant la temporada 2007/08 el seu president serà Enio Remigio, el vicepresident Antonio Grabiele, el secretari Fabrizio Remigio, el responsable de marquèting Michele Guerra i l'sponsor Pharmapiù Sport.

## Monuments
Els que destaca pel seu relleu artístic és la catedral, que té també un campanar de 48 metres d'alçada.

## Curiositats
- El 2005 es va filmar la pel·lícula Resa dei conti a Città Sant'Angeles, íntegrament feta per nois de la ciutat. La pel·lícula es va projectar per primera vegada al teatre municipal durant les vacances nadalenques d'aquell mateix any.
- S'ha creat a la ciutat una sede de la institució Stant Together, un grup parroquial fundat per Sor Nieves Beonio el 1985 que té un cor amb nens que canten arreu d'Itàlia.

## Personalitats
- Pasquale Baiocchi, (Città Sant'Angelo, 1847 – 1907), pirotècnic i patriota.

- Michelangelo Castagna, (Città Sant'Angelo, 1783 – 1865), patriota i lletrat.

- Nicola Castagna, (Città Sant'Angelo, 1823 – 1905), escriptor.

- Pasquale Coppa-Zuccari, (Città Sant'Angelo, 1873 – Sant'Andrea Montecchio 1927), jutge i filantròfop.

- Francesco de Blasiis, (Città Sant'Angelo, 1807 – Roma, 1873), home polític i agrònom.

- Massimo Oddo, (Città Sant'Angelo, 14 juny 1976 -), jugador de Serie A i guanyador del Mundial de 2006 a Alemanya.

- Franco Trequadrini, (Città Sant'Angelo, 1945 -), professor de la universitat de L'Aquila, expert en literatura infantil, escriptor i crític.

## Administració municipal
- Alcalde: Gabriele Florindi (desde 13-06-2009)
- Teléfon del municipi: (+39) 08596961
- Email del municipi: info@comunecittasantangelo.pe.it